# 線性編碼器

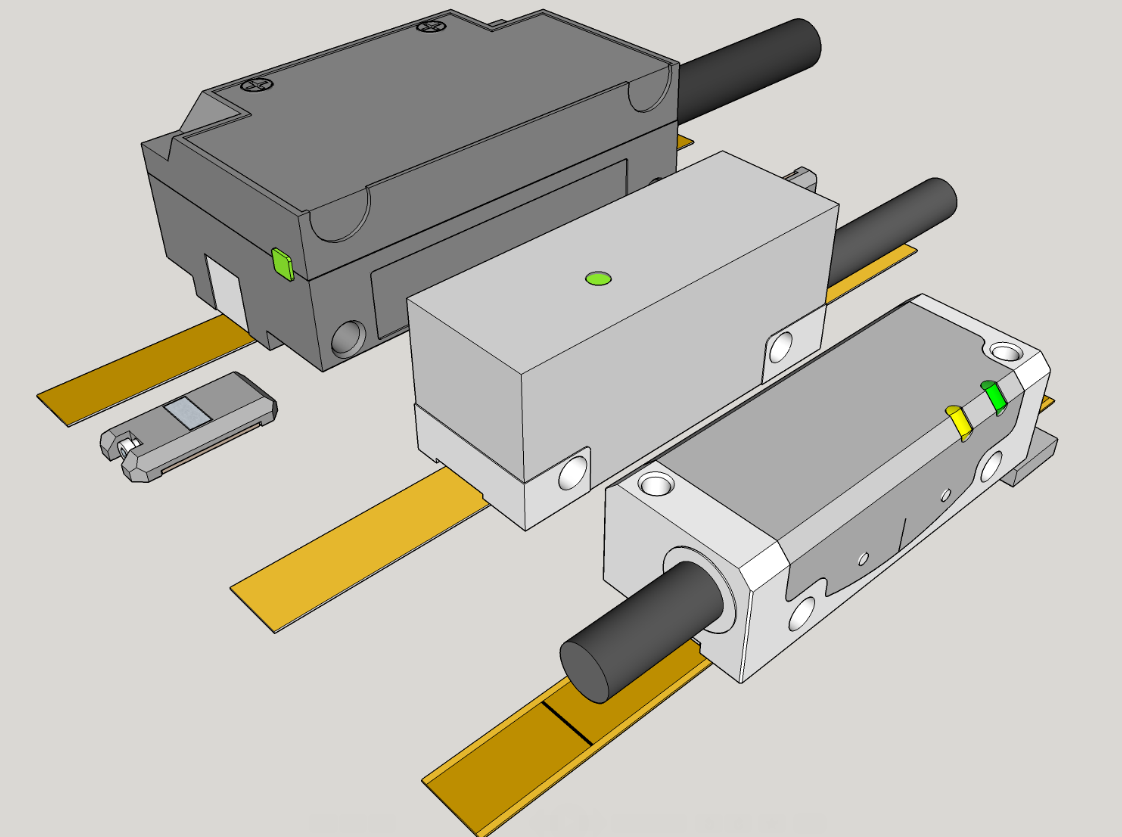
三种典型的线阵光电编码器

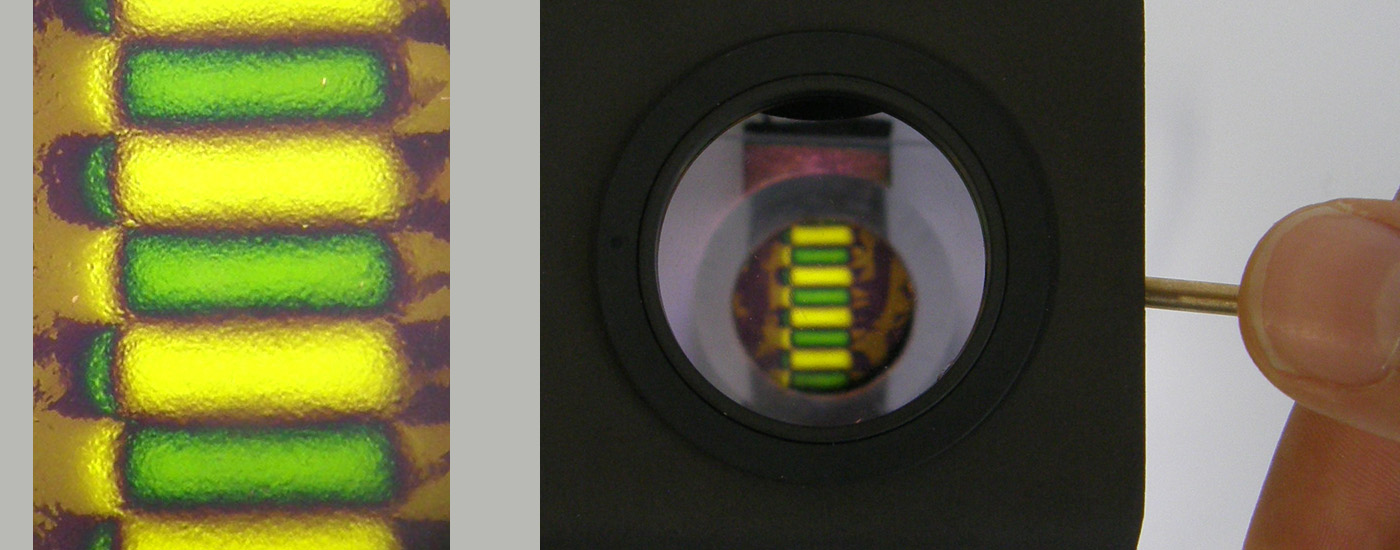
显示线性编码器的磁结构(用MagView记录)。

线性编码器是一种传感器、换能器或读取头，与一个用于编码位置的标尺配对使用。该传感器读取标尺刻度，将编码的位置转换为模拟或数字信号，随后可通过数字读出(DRO)或运动控制器将其解码，从而确定具体位置。
编码器可以分为增量式和绝对式两种类型。在增量式系统中，位置是通过随时间变化的运动来确定的；而在绝对式系统中，运动则是通过随时间变化的位置来确定的。线性编码器技术包括光学、磁感应、电容以及涡流等多种形式。光学技术包括阴影成像、自成像和干涉测量。线性编码器用于计量仪器、运动系统、喷墨打印机和高精度加工工具，从数字卡尺和坐标测量机到工作台、数控磨床、制造龙门台和半导体步进机。

## 物理原理
线性编码器是利用许多不同的物理属性来编码位置的传感器：

### 基于标尺/参考基准

#### 光学
光学线性编码器主导着高分辨率市场，其原理可能是光栅/莫尔条纹、衍射或全息技术。光学编码器是标准样式的编码器中精度最高的，也是工业自动化应用中最常用的。在指定光学编码器时，确保编码器具备内置的额外防护以抵御灰尘、振动和其他工业环境常见的其他污染因素极为重要。典型的增量刻度周期从数百微米到亚微米不等，而通过插值技术则可以提供精确到纳米级的分辨率。

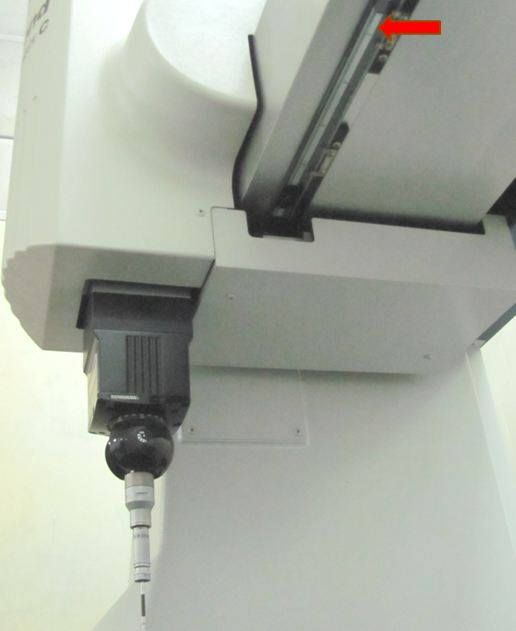
安装在三菱坐标测量机上的光学线性编码器

使用的光源包括红外LED、可见光LED、微型灯泡和激光二极管。

#### 磁感应
磁线性编码器使用主动(磁化)或被动(可变磁阻)标尺，位置检测可通过感应线圈、霍尔效应或磁阻读数头实现。相较于光学编码器，磁性编码器的标尺周期较粗（通常为几百微米至几毫米），其分辨率一般在微米级别。

#### 电容式
电容式线性编码器通过检测读数头与标尺之间的电容变化来工作，典型应用如数字卡尺。其缺点之一是对不均匀污垢较为敏感，污垢可能导致局部相对介电常数发生变化，从而影响测量精度。

#### 感应的
感应技术对污染物有很强的抵抗力，允许卡尺和其他测量工具是防冷的。感应测量原理的一个著名应用是感应同步器 

#### 涡（电）流
美国专利3820110中的“涡流型数字编码器和位置基准”给出了这种类型的编码器的一个例子，它使用用高磁导率和低磁导率、非磁性材料编码的标尺，通过监测包括电感线圈传感器的交流电路的电感变化来检测和解码该标尺。Maxon制造了一个例子(旋转编码器)产品(里程编码器)。

### 没有尺度（Scales）的

#### 光学图像传感器
传感器是基于图像相关方法的。传感器从被测表面拍摄后续照片，并比较图像的位移。分辨率降至纳米级是可能的。

## 应用
线性编码器有两个主要的应用领域：

### 测量
测量应用包括坐标测量机(CMM)、激光扫描仪、卡尺、齿轮测量

### 运动系统
伺服控制的运动系统采用线性编码器，以提供准确、高速的运动。典型的应用包括机器人、机床、拾取和放置印刷电路板组装设备；半导体搬运和测试设备、引线焊接机、打印机和数字印刷机。张力测试仪和数字读出(DROS)。

## 输出型号格式

### 增量信号
线性编码器可以有模拟或数位输出。

#### 模拟的

正弦和馀弦输出。

按照行业标准，线性编码器的模拟输出为正弦和余弦正交信号。这些信号通常以差分方式传输，以提高抗噪性。早期的行业标准是12μA峰峰值电流信号，但最近已被1V峰峰电压信号所取代。与数字传输相比，模拟信号的较低带宽有助于将EMC排放降至最低。
通过在XY模式下使用示波器显示圆形李萨如图形，可以轻松地监控正、余弦信号。如果李萨如图形是圆形的(没有增益或相位误差)并且完全居中，则可以获得最高精度的信号。现代编码器系统使用电路来自动修剪这些错误机制。线性编码器的总体精度是刻度精度和读数头引入的误差的组合。标度对误差预算的贡献包括线性和斜率(标度因数误差)。读数头误差机制通常被描述为循环误差或细分误差(SDE)，因为它们重复每个刻度周期。造成读数头误差的最大因素是信号偏移，其次是信号不平衡(椭圆度)和相位误差(正交信号不完全相隔90°)。总体信号大小不会影响编码器的精度，但是，较小的信号可能会降低信噪比和抖动性能。自动信号补偿机制可以包括自动偏移补偿(AOC)、自动平衡补偿(ABC)和自动增益控制(AGC)。相位更难动态补偿，通常在安装或校准过程中作为一次性补偿应用。其他形式的不准确包括信号失真(经常是正弦/余弦信号的谐波失真)。

#### 数位的

A和B正交通道

线性增量式编码器有两个数字输出信号A和B，它们发出正交方波。根据其内部机制，编码器可以直接从本质上是数字的传感器获得A和B，或者它可以内插其内部的模拟正弦/余弦信号。在后一种情况下，内插过程有效地细分刻度周期，从而获得更高的测量分辨率。
在任何一种情况下，编码器都将输出正交方波，两个通道的边缘之间的距离是编码器的分辨率。参考标记或索引脉冲也以数字形式输出，作为一到四个分辨率单位宽的脉冲。输出信号可以直接传输到数字增量式编码器接口用于位置跟踪。
线性增量式编码器的主要优势是提高了抗噪性、高测量精度和低延迟的位置变化报告。然而，高频、快速的信号边缘可能会产生更多的EMC发射。

### 绝对参考信号
除了模拟或数字增量输出信号外，线性编码器还可以提供绝对参考或定位信号。

#### 参照符号
大多数增量式线性编码器可以产生索引或参考标记脉冲，提供沿标尺的基准位置，以便在通电或断电后使用。该指示信号必须能够在刻度的一个唯一周期内识别位置。参考标记可以包括标尺上的单个特征、自相关器图案(通常为巴克码)或线性调频图案。
距离编码参考标记(DCRM)以独特的模式放置在秤上，允许最小的移动(通常移动超过两个参考标记)来定义读取头的位置。也可以在天平上放置多个等间距的参考标记，以便在安装后，可以选择所需的标记—通常通过磁铁或光学标记，或使用标签取消选择不需要的标记，或通过涂抹来选择。

#### 绝对代码
利用适当编码的标尺(多轨道、游标、数字代码或伪随机码)，编码器可以在不移动或不需要找到参考位置的情况下确定其位置。这种绝对式编码器还使用串行通信协议进行通信。这些协议中的许多是专有的(例如：Fanuc、三菱、FeeDat(费戈尔自动化)、HeIDENHAIN EnDat、DriveCliq、松下、安川电机)，但现在出现了诸如BISS之类的开放标准，它们避免了用户与特定供应商的捆绑。

### 限位开关
许多线性编码器都有内置的限位开关；可以是光学的，也可以是磁式的。经常包括两个限位开关，这样在通电时，控制器可以确定编码器是否处于行程结束以及驱动轴的方向。

## 物理布置和保护
线性编码器可以是封闭的，也可以是开放的。封闭式线性编码器用于肮脏、恶劣的环境，如机床。它们通常包括包围玻璃或金属秤的铝挤压件。灵活的唇形密封件允许内部引导的读数头读取刻度。由于这种机械布置造成的摩擦和滞后，精度受到限制。
为了获得最高的精度、最低的测量滞后和最低的摩擦力，使用开放式线性编码器。
线性编码器可以使用透射式(玻璃)或反射式标尺，使用朗奇或位相栅格。刻度材料包括玻璃上的铬、金属(不锈钢、镀金钢、因瓦钢)、陶瓷(零度)和塑料。秤可以是自支撑的，通过热控制(通过胶粘剂或胶带)或轨道安装在衬底上。轨道安装可以使天平保持其自身的热膨胀系数，并允许大型设备在装运时被分解。

## 编码器术语
- 分辨率
- 重复度
- 磁滞
- 信噪比/噪声/抖动
- 李萨如曲线
- 求积法
- 索引/参考标记/datum（基准）/基准
- 距离编码参考标记 (DCRM)

## 扩展阅读
- Nyce, David S. . 美国新泽西州: 约翰·威利父子公司. 2003.
- Hans, Walcher. . Butterworth-Heinemann. 1994.